# Оток (Далмација)
Оток је насељено место и седиште општине у Сплитско-далматинској жупанији, Република Хрватска.

## Историја
До територијалне реорганизације у Хрватској налазио се у саставу старе општине Сињ.

## Становништво
На попису становништва 2011. године, општина Оток је имала 5.474 становника, од чега у самом Отоку 3.090.

### Општина Оток
| Број становника по пописима | Број становника по пописима | Број становника по пописима | Број становника по пописима | Број становника по пописима | Број становника по пописима | Број становника по пописима | Број становника по пописима | Број становника по пописима | Број становника по пописима | Број становника по пописима | Број становника по пописима | Број становника по пописима | Број становника по пописима | Број становника по пописима | Број становника по пописима |
| --------------------------- | --------------------------- | --------------------------- | --------------------------- | --------------------------- | --------------------------- | --------------------------- | --------------------------- | --------------------------- | --------------------------- | --------------------------- | --------------------------- | --------------------------- | --------------------------- | --------------------------- | --------------------------- |
| 1857                        | 1869                        | 1880                        | 1890                        | 1900                        | 1910                        | 1921                        | 1931                        | 1948                        | 1953                        | 1961                        | 1971                        | 1981                        | 1991                        | 2001                        | 2011                        |
| 2.107                       | 2.513                       | 2.693                       | 3.153                       | 3.710                       | 4.181                       | 4.363                       | 4.703                       | 4.818                       | 5.272                       | 5.426                       | 5.988                       | 6.256                       | 6.574                       | 5.782                       | 5.474                       |

Напомена: Настала из старе општине Сињ.

### Оток (насељено место)
| Број становника по пописима | Број становника по пописима | Број становника по пописима | Број становника по пописима | Број становника по пописима | Број становника по пописима | Број становника по пописима | Број становника по пописима | Број становника по пописима | Број становника по пописима | Број становника по пописима | Број становника по пописима | Број становника по пописима | Број становника по пописима | Број становника по пописима | Број становника по пописима |
| --------------------------- | --------------------------- | --------------------------- | --------------------------- | --------------------------- | --------------------------- | --------------------------- | --------------------------- | --------------------------- | --------------------------- | --------------------------- | --------------------------- | --------------------------- | --------------------------- | --------------------------- | --------------------------- |
| 1857                        | 1869                        | 1880                        | 1890                        | 1900                        | 1910                        | 1921                        | 1931                        | 1948                        | 1953                        | 1961                        | 1971                        | 1981                        | 1991                        | 2001                        | 2011                        |
| 663                         | 822                         | 899                         | 1.072                       | 1.273                       | 1.416                       | 1.870                       | 2.120                       | 1.917                       | 2.144                       | 2.231                       | 2.730                       | 3.061                       | 3.431                       | 3.138                       | 3.090                       |

Напомена: У 1869, 1921. и 1931. садржи податке за насеље Корита, а у 1869, 1880. и 1921. за насеље Оврље.

### Попис1991.
На попису становништва 1991. године, насељено место Оток је имало 3.431 становника, следећег националног састава:
| Попис 1991.‍   | Попис 1991.‍  | Попис 1991.‍ | Попис 1991.‍ | Попис 1991.‍ |
| ------------- | ------------ | ----------- | ----------- | ----------- |
|               |              |             |             |             |
| Хрвати        | Хрвати       |             | 3.381       | 98,54%      |
| Немци         | Немци        |             | 2           | 0,05%       |
| Словенци      | Словенци     |             | 1           | 0,02%       |
| Срби          | Срби         |             | 1           | 0,02%       |
| Украјинци     | Украјинци    |             | 1           | 0,02%       |
| остали        | остали       |             | 1           | 0,02%       |
| регион. опр.  | регион. опр. |             | 1           | 0,02%       |
| непознато     | непознато    |             | 43          | 1,25%       |
| укупно: 3.431 |              |             |             |             |